# Вељковићи
Вељковићи су породица кнеза параћинске нахије Вељка Миљковића и његовог оца Миљка Биљарца, пуковника Јована Вељковића, попечитеља (министра) правосуђа, проф. др Стојана Вељковића, министар правде и његовог сина др Војислава Вељковића, министра финансија.

## Порекло
Вељковићи воде порекло од параћинског кнеза Вељка Миљковића и његовог оца Миљка Биљарца. Миљко Биљарац пореклом је са Косова одакле су се његова породица населила прво у Рујевици, код Соко Бање, а око 1800. у Параћину.

## Миљко Биљарац
Миљко Биљарац је пре Првог српског устанка био познат у Параћину као народни првак и ктитор цркава и школа, који је ноћу, кришом од Турака поправљао старе и зидао нове цркве. Имао је синове Вељка, Недељка и Николу.

## Никола Миљковић
Никола Миљковић, син Миљка Биљарца, сарађивао је са Хајдук-Вељком на ослобађању Параћина и обављао је судску функцију „у име српског народа“, због чега су га турске власти осудиле на смрт и обесиле у Параћину.

## Кнез Вељко Миљковић
Кнез Вељко Миљковић, син Миљка Биљарца био је параћински кнез. Умро је 1814. и сахрањен је поред параћинске цркве. Кнез Вељко Миљковић имао је два сина Јована и Антонија и кћерку Каравиљку.
- Пуковник Јован Вељковић (1795—1874), министар правде. Има потомства.
- Антоније Вељковић (1807). Има потомства.
- Лазар (1788)
- Стојан (1793)
- Каравиљка удата за Мијалковића. Има потомства.

## Пуковник Јован Вељковић (око 1795—1874)
Пуковник Јован Вељковић, каваљер, министар правде. У договору са књаз Милошем 1832. покренуо побуну у параћинској нахији, након чега је шест нахија, укључујући и параћинску, враћено Србији у складу са Букурешким мировним споразумом из 1812. Пуковник Јован Вељковић имао је синове Јеврема и Стојана.

### Капетан Јеврем Вељковић
Капетан Јеврем Вељковић, син пуковника Јована Вељковића, завршио је војне школе у Пруској. Бавио се и књижевношћу. Умро је млад. Нема потомства.

### Др Стојан Вељковић (1831—1925)
Проф. др Стојан Вељковић, министар правде, председник Касационог суда и судија скоро 40 година, учествовао је у изради Устава из 1869. и многих закона, предавао је у Великој школи, и др. Докторирао је права у Хајделбергу, а усавршавао се на универзитетима у Берлину и Паризу. Био је члан Либералне странке. Проф. др Стојан Вељковић био је ожењен из породице ковинско-панчевачких Вукашиновића-Белопољских који су имали своје лађе на Дунаву.
Његови синови су Војислав и Јован.

#### Др Војислав С. Вељковић (1865—1931)
Др Војислав Вељковић, др права, лични секретар краља Александра Обреновића, министар финансија и трговине, син проф. др Стојана Вељковића, министра правде, професора Велике школе докторирао је права на Сорбони у Паризу. Др Војислав Вељковић је демонстративно напустио место краљевог секретара када је краљ Александар верио Драгу Машин. Био је ожењен кћерком Милана Петронијевића и Јелисавете Петронијевић рођ. Цукић. Нису имали деце.

#### Пуковник Јован С. Вељковић (1862—1945)
Коњички пуковник Јован Вељковић (13 кл ВА, 1883), официр син Стојана Вељковића, имао је синове Стојана и Војислава и кћерку Радмилу. Војислав је имао сина Богдана и кћерку Катарину. Има потомства.

##### Стојан Ј. Вељковић
Индустријалац, са братом власник парног млина и пиваре.

##### Војислав Ј. Вељковић (1911—1993)
Војислав Вељковић, индустријалац, директор парног млина и пиваре.
Отац је Катарине, која је завршила руску књижевност, и Богдана који је дипломирао на Харварду.

###### Богдан В. Вељковић
Богдан В. Вељковић је живео у емиграцији. Дипломирао на Харварду и радио у банкарству. Данас је у Србији председник једног од удружења за повераћај национализоване имовине.

###### Бајкбедер
Катарина Бајикбедер ({Beikbeder}), рођ. Вељковић завршила руску књижевности.

## Антоније (Анта) Вељковић
Антоније Вељковић (1807), син кнеза Вељка Миљковића, био је члан суда округа ресавског (Ћуприја).
Са супругом Анђелијом Анђом (из Крагујевца?) имао је шест кћерки, Ану (Лозанић), Тену (Борисављевић), Илинку (Јеремић), Персиду (Јовановић), Јелисавету (Јанковић) и Љубицу (Ђукинић).

### Лозанићи
Ана Вељковић, кћерка Антонија Вељковића била је удата за среског начелника Милоја Лозанића. Имали су шесторо деце Симеона - Симу, Алексу, Милеву, Персиду, Лепосаву, Љубу и Јулијану.

#### др Сима Лозанић (1847—1935)
Проф. др Сима Лозанић, академик, председник САНУ, министар иностраних послова, син среског начелника Милоја Лозанића и Ане Лозанић, рођ. Вељковић из Параћина, имао је са Станком Лозанић, рођ. Пачић, кћерком Јована Пачића сина Стерије Пачуа и Станке Вучић-Перишић, праунуком господара Томе Вучића Перишића сина Миливоја и кћерке Јелену и Ану.

##### др Миливоје С. Лозанић
Проф. др Миливоје Лозанић, хемичар, оженио се Олгом Грујић, дворском дамом, кћерком генерала Саве Грујића и Милице Грујић, рођ. Магазиновић, председника министарског савета и председника државног савета, праунуком војводе Вула Илића Коларца. Имали су кћерке Станку и Милицу.

###### Мејтленди, ерлови од Лодердејла
Станка Лозанић, кћерка проф. др Миливоја Лозанића удата је за Патрика Мејтленда, старешину шкотског братства Мејтленд, ерла од Лодердејла. Имају четворо деце.
- Ијан, виконт Мејтленд, господар Лодердејла (рођен 1937), резервни поручник краљевске морнарице, члан краљичиних телохранитеља за Шкотску, краљевских стрелаца, банкар.
- Сидни Миливоје Патрик Мејтленд, (1951), свештеник Шкотске епископалне цркве.
- Леди Олга Мејтленд (1944), политичар, посланик британске Конзерватинвне странке (1992—1997).
- Каролина Шарлота Милица (рођ. 1946).

##### Фортингем
Јелена Лозанић, кћерка Симе Лозанића, била је удата за Фортингема, Енглеза (Fortingam).

##### др Војислав Маринковић (1876—1935)
Ана Лозанић (1881—1973), кћерка Симе Лозанића, сликарка, била је удата за др Војислава Маринковића (1876—1935), министра народне привреде, трговине, унутрашњих дела и иностраних дела, сина министра Димитрија Маринковића, и брата министра Павла Маринковића ожењеног Аном Петронијевић, кћерком Милана Петронијевића и Јелисавете Петронијевић, рођ. Цукић.

#### Јовановићи
Проф. др Сима Лозанић имао је сестру Јулијану (Јулку) Лозанић), кћерку среског начелника Милоја Лозанића и Ане Вељковић, (Јуцу) удату за Мату Јовановића. Имали су Војислава, Милоја, Зорку. Проф. др Војислав Јовановић Марамбо (1884—1968), књижевник, бавио се и уметничком фотографијом. Неке од његових фотографија су данас најчешћи портрети његових савременика писаца и песника. Имали су и сина Миливоја, Милана, Зорку, Славку и Милојку Јовановића, као и сина поручника Милоја, који је погинуо у Првом светском рату.

##### поручник Милоје М. Јовановић
Поручник Милоје М. Јовановић је погинуо у Првом светском рату.

##### др Војислав М. Јовановић Марамбо (1884—1968)
Проф. др Војислав Јовановић Марамбо, књижевник, фотограф.

### Борисављевићи
Тена Вељковић, кћерка Антонија Вељковића имала је сина Александра Борисављевића, адвоката и кћерку Катарину Спасић, Милеву удату за Петра Борисављевића и Јелисавету удату за Косту Протића, адвоката.

### Јеремићи
Илинка Вељковић, кћерка Антонија Вељковића била је удата за Грују Јеремића, државног саветника.
Нема потомства.

### Јанковићи
Јелисавета кћерка Антонија Вељковића била је удата за Милана Јанковића, окружног начелника.
Нема потомства.

### Генерал Илија Ђукнић
Љубица кћерка Антонија Вељковића била је удата за Радојковића са којим је имала кћерку Милицу, а потом је била удата за генерала Илију Ђукнића.
Имали су кћерку Виду удату за Божу Прокића и Велимира Ђукнића официра.
Генерал Илија Ђукнић је из првог брака имао кћерку Милеву која је била удата за генерала Дамјана Поповића.

#### Мајор Велимир Ђукнић (1880—1915)
Арт. мајор Велимир Ђукнић, официр син генерала Илије Ђукнића и Љубице А. Вељковић. Умро у Палерму, Италији 1915.

### Генерал Милутин Јовановић
Генерал Милутин Јовановић је био ожењен Персидом А. Вељковић.
Син је Јована Стевановића и Марије, кћерке трговца Стојче из Крагујевца, рођен је у Јагодини (1828). Имао је брата Љубомира и сестру Милеву. Завршио Артиљеријску школу.
Генерал Милутин Јовановић и Персида А. Вељковић су имали кћерку јединцу Милицу (1860—1919).

#### Генерал Павле Бошковић
Генерал Павле Бошковић је родом из Руме (1849) имао је 9 сестара. Према предању пореклом су из Бјелопавлића.
Са Милицом М. Јовановић, кћерком генерала Милутина Јовановића и Персиде А. Вељковић имао је седморо деце, Милутина, Боривоја, Марка, Милисава Мишу, Десанку, Љубицу и Ружу.
Припадао је контра завереницима. Његова кћерка Десанка била је удата за вођу контразавереника капетана Милана Новаковића.

##### Мајор Милутин П. Бошковић (1880—1914)
Мајор Милутин П. Бошковић (30 кл Вш и 13 кл. Више школе Војне академије) погинуо је 1914. на Варовници код Раље.
Због 1903 напустио војску, бавио се трговином. Послом везани за Беч.
Са Ружом добио кћерку Милицу, која се родила као посмрче 1914. године.

##### Капетан Боривоје П. Бошковић (1881—1915)
Капетан 1. кл Боривоје П. Бошковић(30 кл Вш и 13 кл. Више школе Војне академије) погинуо је крајем септембра 1915. код Смедерева.
Због 1903 наставио школовање у Белгији. Напустио војску, бавио се трговином.
Оженио се уочи рата, добио кћерку, посмрче. Мајка и кћерка умрли од туберкулозе 1916.

##### Милисав П. Бошковић (1893—1964)
Милисав Бошковић, грађ. инжењер је био један од 1300 каплара. После рата оженио се Милицом Милом (оперска певачица) кћерком јединицом Радослава Агатоновића (1869—1923) рођен у Брусу, професор, народни посланик (1903—1922), председник Народне скупштине.
Милисав Бошковић и Милица имали су Бранку, др Љиљану и сина Предрага Бошковића (1931—1989).

###### Предраг М. Бошковића (1931—1989)
Предраг М. Бошковића (1931—1989) син генерала Павла Бошковића, унук генерала Милутина Јовановића, чукунунук кнеза Вељка Миљковића.

##### Генералшт. капетан Милан Новаковић (1871—1907)
Десанка П. Бошковић (1884—1971) је била удата за генералштабног капетана Милана Новаковића, вођу контразавереника, који је убијен у затвору након Нишке побуне.
Генералшт. капетан Милан Новаковић (1871—1907), 23. кл ВА, и Вишу школу ВА, генералшабну припрему, и Николајевску генералштабну школу у Петрограду (1895—1899) и потом у Француски гнералштаб на даље усавршавање (1901), одликован Легијом части официрског реда.
Основао Друштво за законско решење питања завереника убица. Убијен у Београду у затвору Управе вароши Београда, Главњачи заједноса братом жандармеријским капетаном Максимом Новаковићем.
Неколико месеци после смрти родио му се син коме је мајка дала име по оцу Милан Новаковић (1908—1983).

###### Милан М. Новаковић (1908—1983)
Милан Новаковић (1908—1983) син генералштабног капаетана Милана Новаковића, унук генерала Павла Бошковића и праунук генерала Милутина Јовановића.

##### Пуковник Милан Прибићевић (1876—1937)
Ружа П. Бошковић била је удата за пуковника Милана Прибићевића (1876—1937), брат политичара Светозара Прибићевића, министра. Ружа била симчпатизар комуниста, после рата прва председница АФЖ.

##### Армијски генерал Љубомир Марић
Армијски генерал Љубомир Марић је био ожењен Љубицом П. Бошковић, кћерком генерала Павла Бошковића и унуком генерала Милутина Јовановића.
Ималу сина Александра и кћерке Војиславу Радмилу и Веру.

###### Мајор Александар Љ. Марић
Мајор Александар Љ. Марић син гнерала Љубомира Марића, унук генерала Павла Бошковића и праунук генерала Милутина Јовановића, завршио 57. кл ВА као трећи на ранг листи (1932) и завршпава други у рангу Вишу школу ВА 1939.
Оженио се Видосавом Миладиновић кћерком инспектора царинске контроле Панте Миладиновића. Добили су кћерку Мирославу

###### Пуковник Виктор Баћ
Вера Љ. Марић се удала за пешадијског потпоручника Виктора Баћа (1900—1981) 47 кл. ВА, вишу школу и генералштабну припр. сина Андрије Баћа и Марије плем. Оршић. Имали су сина Александра Баћа и кћерку Марију. Пуковник Виктор Баћ је био војни аташе у Прагу.

###### Александар Баћ
Унук генерала Љубомира Марића. Био у четницима код Николе Калабића. Погинуо у Босни 1944.

###### Пуковник Драгутин Мишковић
Радмила Љ. Марић је била удата за пуковника Драгутина Мишковића (47 кл ВА и 26 Више школе ВА, генералштабу припрему), сина пуковника Светислава Грује Мишковића (потинуо 1915) и Кларе Хајне из Диселдорфа. Био је војни аташе у Будимпешти.
Имали су две кћерке Војиславу и Љубицу.

###### Пенић фон Крашићки
Војислава Љ. Марић се удала за Алексу Пенића из Загреба, који је прешао у православље.

## Мијалковићи
Каравиљка Вељковић, кћерка кнеза Вељка Миљковића била је удата за Мијалковића. Њен унук Мијалковић, био је познати преводилац Хајнеа и других немачких романтичарских песника.

## Породичне куће и имања
Вељковићи су имали многа имања. Пуковник Јован Вељковић, син кнеза Вељка Миљковића имао је породичну кућу на данашњем Тргу Николе Пашића. Касније је подигао нову кућу на Врачару у којој је и умро 1874.
Од имовине породице Вељковић или имовине у којој имају одређени проценат треба навести зграду Врачарске задруге, где је данас турска амбасада у улици Кнеза Милоша, затим парцелу у Рајићевој од 11, 2 ара, где се налазио хотел Српски краљ, који је порушен у бомбардовању 6. априла 1941, млин, плац од 405 квадрата у Вирчаниновој улици где су имали врт и приватни музеј „Музео“ где се сада налази Центар за културну деконтаминацију, акције у Вајфертовој пивари (БИП), осам хектара винограда у Смедереву, десет плацева у Београду, два и по хектара земље у Параћину.

## Занимљивости
Из породице Вељковић је Богдан Вељковић, председник једног од удружења за повратак национализоване имовине.

## Сродство
Вељковићи су били у сродству са Петронијевићима, Маринковићима и др.